# William Caldwell (ranger)
William Caldwell (približno 1750 – 20. februar 1822) je bil na Irskem rojeni in leta 1775 v severno Ameriko preseljeni ameriški lojalistični britanski vojaški častnik in kolonialni uradnik v britanskem indijanskem oddelku.
Boril se je proti Patriotom v ameriški osamosvojitveni vojni, zlasti z Butler's Rangers, ki so imeli bazo blizu severnega dela zvezne države New York. Po vojni je Caldwell skupaj z drugimi lojalisti dobil zemljo v Zgornji Kanadi (danes Ontario). Pomagal je ustanoviti mesto Amherstburg, blizu ustja reke Detroit. Služil je tudi kot podpolkovnik v vojni leta 1812 in kot nadzornik Indijancev v zahodnem departmaju. Bil je trgovec in kmet v Amherstburgu.
Med ameriško revolucijo je bil znan kot aktiven in neusmiljen partizanski voditelj, kar Američani niso pozabili (glej Bitka pri Wyomingu, Napad na German Flatts, Crawfordova ekspedicija, Obleganje Bryan Station, Bitka pri Blue Licks).